# Kang Meas
Kang Meas (tiếng Khmer: ស្រុកគងមាស) là một huyện (srok) thuộc tỉnh Kampong Cham, Campuchia. Huyện lị là Peam Chi Kang cách thị trấn Prey Toteung 13 km theo Quốc lộ 7 và các 110 km đi đường bộ từ thủ đô Phnom Penh. Huyện tương đối dài và hẹp, ven theo bờ bắc sông Mekong giữa Thành phố Kampong Cham và huyện Mukh Kampul của tỉnh Kandal. Huyện có vị trí thấp và nhiều diện tích của huyện sẽ bị ngập ngước trong mùa nước nổi của sông Mekong.

## Vị trí
Huyện Kang Meas nằm ở phía tây nam tỉnh Kampong Cham. Theo chiều kim đồng hồ từ phía bắc, Kang Meas có ranh giới với huyện Cheung Prey và huyện Prey Chhor ở phía bắc và huyện Kampong Siem ở phía đông. Sông Mekong tạo thành đường ranh giới phía nam của huyện. Các cù lao trên sông Mekong là Kaoh Andaet cũng là một phần của huyện. Bên kia sông Mekong, ở phía nam là các huyện Koh Southin và Srei Santhor. Ở phía đông là các huyện Ksach Kandal và Mukh Kampul của tỉnh Kandal và huyện Batheay của tỉnh Kampong Cham ở phía đông bắc.

## Hành chính
| Khum (Xã)     | Phum (Làng) |
| ------------- | --- |
| Angkor Ban    | Angkor Ban Ti Muoy, Angkor Ban Ti Pir, Angkor Ban Ti Bei, Angkor Ban Ti Buon, Angkor Ban Ti Pram, Angkor Ban Ti Prammuoy, Angkor Ban Ti Prampir, Angkor Ban Ti Prambei, Angkor Ban Ti Prambuon |
| Kang Ta Noeng | Phun Ti Muoy, Phum Ti Pir, Phum Ti Bei, Phum Ti Buon, Phum Ti Pram, Phum Ti Prammuoy, Phum Ti Prampir, Phum Ti Prambei, Phum Ti Prambuon                                                       |
| Khchau        | Thlok Chrov, Svay Poan Ti Muoy, Svay Poan Ti Pir, Ou Popel, Khchau Ti Muoy, Khchau Ti Pir, Khchau Ti Bei, Varint Ti Muoy, Varint Ti Pir, Varint Ti Bei                                         |
| Peam Chi Kang | Damnak Chrey, Damnak Svay, Peam Chi Kang, Sach Sou, Sambuor Meas Ka, Sambuor Meas Kha, Kaoh Touch                                                                                              |
| Preaek Koy    | Preaek Koy, Anlong Kokir, Kong Chey, Kouhe, Me Sar, Ou Svay Lech, Ou Svay Kaeut |
| Preaek Krabau | Pou Sala Ti Muoy, Pou Sala Ti Pir, Peam Knong, Preaek Andoung, Preaek Krabau, Ou Kandaol, Andoung Ta Ong, Andoung Dai, Tuek Chenh, Chamkar Ovloek                                              |
| Reay Pay      | Kanlaeng Run, Boeng Totea, Tuol Vihear, Tuol Bei, Reay Pay Leu, Reay Pay Kraom, Preaek Pranak, Kok Krabei                                                                                      |
| Roka ar       | Preaek Liv Ti Muoy, Preaek Liv Ti Pir, Preaek Liv Ti Bei, Preaek Liv Ti Buon, Chrouy Krabau Ti Muoy, Chrouy Krabau Ti Pir, Svay Sranaoh Ti Muoy, Svay Sranaoh Ti Pir, Roka ar                  |
| Roka Koy      | Roka Koy Ka, Roka Koy Kha, Phum Thmei Ka, PhumThmei Kha, Pongro, Svay Ta Haen, Damnak L'et |
| Sdau          | Khpob Leu, Khpob Kraom, Sdau, Lvea Leu, Lvea Kraom, Anlong Kokir |
| Sour Kong     | Kaoh Ta Ngao Ti Muoy, Kaoh Ta Ngao Ti Pir, Kaoh Ta Ngao Ti Bei, Boeng Sang Kaeut, Boeng Sang Lech, Kdei, Souken, Boeng Trav, Preaek Kruos, Anlong Ak Lech, Anlong Ak Kaeut                     |

## Nhân khẩu
THuyện được chia thành 11 xã (khum) và 93 làng (phum). Theo thống kê năm 1998, dân số của huyện là 91.212 người với 17.661hộ gia đình.